# 7e cérémonie des St. Louis Film Critics Association Awards
La 7e cérémonie des St. Louis Film Critics Association Awards, décernés par la St. Louis Film Critics Association, a eu lieu le 20 décembre 2010, et a récompensé les films réalisés dans l'année.

## Palmarès

### Meilleur film
- The Social Network
  - Black Swan
  - Fighter (The Fighter)
  - Inception
  - Le Discours du roi (The King's Speech)

### Meilleur réalisateur
- David Fincher pour The Social Network
  - Darren Aronofsky pour Black Swan
  - Danny Boyle pour 127 heures (127 Hours)
  - Tom Hooper pour Le Discours du roi (The King's Speech)
  - Christopher Nolan pour Inception

### Meilleur acteur
- Colin Firth pour le rôle du roi George VI dans Le Discours du roi (The King's Speech)
  - Javier Bardem pour le rôle d'Uxbal dans Biutiful
  - Jeff Bridges pour le rôle de Marshal Reuben J. Cogburn dans True Grit
  - Jesse Eisenberg pour le rôle de Mark Zuckerberg dans The Social Network
  - James Franco pour le rôle d'Aron Ralston dans 127 heures (127 Hours)

### Meilleure actrice
- Natalie Portman pour le rôle de Nina dans Black Swan
  - Nicole Kidman pour le rôle de Becca Corbett dans Rabbit Hole
  - Jennifer Lawrence pour le rôle de Ree Dolly dans Winter's Bone
  - Noomi Rapace pour le rôle de Lisbeth Salander dans Millénium (Män som hatar kvinnor)
  - Naomi Watts pour le rôle de Valerie Plame dans Fair Game

### Meilleur acteur dans un second rôle
- Christian Bale pour le rôle de Dickie Eklund dans Fighter (The Fighter)
  - John Hawkes pour le rôle de Teardrop dans Winter's Bone
  - Jeremy Renner pour le rôle de James Coughlin dans The Town
  - Sam Rockwell pour le rôle de Kenny dans Conviction
  - Geoffrey Rush pour le rôle de Lionel Logue dans Le Discours du roi (The King's Speech)

### Meilleure actrice dans un second rôle
- Melissa Leo pour le rôle d'Alice dans Fighter (The Fighter)
  - Amy Adams pour le rôle de Charlene Fleming dans Fighter (The Fighter)
  - Helena Bonham Carter pour le rôle d'Elizabeth Bowes-Lyon dans Le Discours du roi (The King's Speech)
  - Barbara Hershey pour le rôle d'Erica Sayers dans Black Swan
  - Hailee Steinfeld pour le rôle de Mattie Ross dans True Grit

### Meilleur scénario original
- Le Discours du roi (The King's Speech) – David Seidler
  - Biutiful – Alejandro González Iñárritu, Armando Bo et Nicolás Giacobone
  - Black Swan – Mark Heyman, Andres Heinz et John McLaughlin
  - Fighter (The Fighter) – Scott Silver, Paul Tamasy et Eric Johnson
  - Inception – Christopher Nolan

### Meilleur scénario adapté
- The Social Network – Aaron Sorkin
  - 127 heures (127 Hours) – Danny Boyle et Simon Beaufoy
  - Scott Pilgrim (Scott Pilgrim vs. the World) – Michael Bacall et Edgar Wright
  - True Grit – Joel et Ethan Coen
  - Winter's Bone – Debra Granik et Anne Rosellini

### Meilleurs effets visuels
- Inception
  - Harry Potter et les Reliques de la Mort (Harry Potter and the Deathly Hallows)
  - Kick-Ass
  - Scott Pilgrim (Scott Pilgrim vs. the World)
  - Tron : L'Héritage (Tron: Legacy)

### Meilleure musique de film
- The Social Network
  - Black Swan
  - Burlesque
  - Fighter (The Fighter)
  - Inception

### Meilleure comédie
- Scott Pilgrim (Scott Pilgrim vs. the World)
  - Easy A
  - I Love You Phillip Morris
  - Jackass 3D
  - Micmacs à tire-larigot

### Moving the Medium Forward
Faire avancer le médium (pour l'innovation technique/artistique qui fait progresser le médium)
- Inception
  - 127 heures (127 Hours)
  - Kick-Ass
  - Oncle Boonmee, celui qui se souvient de ses vies antérieures (ลุงบุญมีระลึกชาติ)
  - Scott Pilgrim (Scott Pilgrim vs. the World)
  - Toy Story 3

### Excellence in Arthouse Cinema
- Micmacs à tire-larigot
  - Le Discours du roi (The King's Speech)
  - Scott Pilgrim (Scott Pilgrim vs. the World)
  - Trash Humpers
  - Winter's Bone

### Meilleur film en langue étrangère
- Micmacs à tire-larigot •  France
  - Biutiful •  Mexique  Espagne
  - Duel au sommet (Nordwand) •  Allemagne
  - Millénium (Män som hatar kvinnor) •  Suède
  - Un prophète •  France  Italie

### Meilleur film d'animation
- Toy Story 3
  - Moi, moche et méchant (Despicable Me)
  - Dragons (How To Train Your Dragon)
  - Raiponce (Tangled)
  - Le Royaume de Ga'hoole (Legend of the Guardians: The Owls of Ga'Hoole)

### Meilleur film documentaire
- The Tillman Story
  - Un film inachevé
  - Restrepo
  - Waiting for "Superman"
  - Waking Sleeping Beauty

### Mérite spécial -Special Merit
(meilleure scène, technique cinématographique ou autre moment mémorable)
- 127 heures – séquence de la scène qui commence par un plan serré sur Aron (Franco) alors qu'il crie, et que la caméra s'éloigne pour un plan d'ensemble d'une large étendue déserte, montrant combien il est isolé des autres êtres humains.
- Inception – séquence de la scène de combat  sans gravité dans le couloir de l'hôtel avec Joseph Gordon-Levitt.
  - Easy A – séquence de l'hommage au réalisateur John Hughes au début.
  - Harry Potter et les Reliques de la Mort – séquence sur le moment des "oubliettes" où Hermione (Watson) efface la mémoire de ses parents de son souvenir.
  - Kick-Ass – Chloë Grace Moretz – séquence de la scène où Hit-Girl (Moretz) tue tous les méchants à la lumière stroboscopique.